# Oelwein
Oelwein és una població dels Estats Units a l'estat d'Iowa. Segons el cens del 2000 tenia 6.692 habitants.

## Demografia
Segons el cens del 2000, Oelwein tenia 6.692 habitants, 2.808 habitatges, i 1.819 famílies. La densitat de població era de 539,4 habitants/km².
Dels 2.808 habitatges en un 28,8% hi vivien nens de menys de 18 anys, en un 50% hi vivien parelles casades, en un 10,9% dones solteres, i en un 35,2% no eren unitats familiars. En el 31,1% dels habitatges hi vivien persones soles el 17,5% de les quals corresponia a persones de 65 anys o més que vivien soles. El nombre mitjà de persones vivint en cada habitatge era de 2,31 i el nombre mitjà de persones que vivien en cada família era de 2,87.
Per edats la població es repartia de la següent manera: un 24,4% tenia menys de 18 anys, un 7,4% entre 18 i 24, un 24,3% entre 25 i 44, un 21,2% de 45 a 60 i un 22,7% 65 anys o més.
L'edat mediana era de 41 anys. Per cada 100 dones de 18 o més anys hi havia 82,8 homes.
La renda mediana per habitatge era de 27.347 $ i la renda mediana per família de 32.279 $. Els homes tenien una renda mediana de 28.075 $ mentre que les dones 19.479 $. La renda per capita de la població era de 17.502 $. Entorn de l'11,7% de les famílies i el 13,7% de la població estaven per davall del llindar de pobresa.

## Poblacions més properes
El següent diagrama mostra les poblacions més properes.